# 15604 Fruits
15604 Fruits (2000 GT108) là một tiểu hành tinh vành đai chính được phát hiện ngày 7 tháng 4 năm 2000 bởi nhóm nghiên cứu tiểu hành tinh gần Trái Đất phòng thí nghiệm Lincoln ở Socorro.